# Jonker
Jonker – diament znaleziony w 1934 w Elandsfontein. Miał masę 726 karatów. Uchodzi za najczystszy ze znanych wielkich diamentów. Zakupiony przez Diamond Corporation, podzielony i oszlifowany. Uzyskano 15 brylantów, z których największy ma masę 142,9 karatów.